# Tropentarn

Żołnierz niemiecki w mundurze w kamuflażu Steppentarn

Steppentarn (Wüstentarn) – niemiecki kamuflaż pustynny. Wprowadzony do służby w Bundeswerze w roku 1993 na potrzeby misji UNOSOM I.
Jest to kamuflaż trójkolorowy, przeznaczony na tereny pustynne. Na jasno piaskowym tle umieszczono duże nieregularne brązowe plamy oraz mniejsze ciemnozielone.
Kamuflaż ten bywa często nieprawidłowo nazywany "Tropentarn". W rzeczywistości "Tropentarn" to nazwa tropikalnej odmiany tkaniny w kamuflażu Flecktarn.